# Ořechov (district de Jihlava)
Pour les articles homonymes, voir Ořechov.
Ořechov (en allemand : Worschechow) est une commune du district de Jihlava, dans la région de Vysočina, en République tchèque. Sa population s'élevait à 72 habitants en 2024.

## Géographie
Ořechov se trouve à 6 km à l'est-nord-est de Telč, à 23 km au sud de Jihlava et à 126 km au sud-est de Prague.
La commune est limitée par Urbanov au nord, par Olšany à l'est, par Dyjice au sud et au sud-ouest, et par Žatec à l'ouest.

## Histoire
La première mention écrite de la localité date de 1355.

## Transports
Par la route, Ořechov se trouve à 7 km de Telč, à 25,5 km de Jihlava et à 156 km de Prague.